# Sprechbildung
Die Sprechbildung dient der Förderung der Sprechstimme und stellt den Oberbegriff für den Prozess von Stimmbildung und Artikulationsschulung dar. Unter dem Begriff Stimmbildung wird die Ausbildung der Sprechstimme als vorbereitende Maßnahme für stimmintensive Berufe verstanden. Als Teilbereich der Sprechwissenschaft und Bestandteil sprecherzieherischer Arbeit schließt die Sprechbildung neben der Ausbildung von Stimme und Sprache auch die individuelle Persönlichkeitsentwicklung ein. Sprechbildnerische Lehre findet ein Anwendungsfeld in der stimmlich-sprecherischen Ausbildung von Berufssprechern (z. B. Schauspieler, Sänger, Lehrer) und schlägt sich meist in einem Einzel- oder Kleingruppenunterricht aus, welcher von einem professionellen Sprechtrainer geleitet wird.
In der sprechwissenschaftlichen und sprecherzieherischen Lehre wird zumeist die Gesprächsfähigkeit als Globalziel festgelegt. Sprecherische Funktionskreise wie Atmung, Stimme, Aussprache, Intonation und Körperausdruck sowie die Fähigkeiten Lesen, Sprechdenken und Hörverstehen bilden elementare Prozesse in jeglicher rhetorischer, ästhetischer oder therapeutischer Kommunikation. Als körperbezogene Faktoren und sprecherische Grundbefähigungen stellen sie grundlegende Voraussetzungen der gemeinsamen Sinnkonstituierung dar, welche in Gesprächssituationen mit offiziellerem Charakter angestrebt wird. Die Sprechbildung eröffnet zudem einen bildungstheoretischen Standpunkt, welcher formaler Natur ist. Für den Gegenstand des Sprechens ist der gemeinsame Bezugspunkt das Subjekt (die miteinander sprechenden Menschen). Die Kommunikatoren lernen, im funktionalen Sinne, die in ihnen ruhenden körperlichen, geistigen und seelischen Eigenheiten aufzudecken, und im methodischen Sinne, die Fähigkeiten zur Entfaltung dieser zu entwickeln.
Der Erfolg sprecherzieherischer Übungseinheiten liegt nicht ausschließlich in der Verantwortung des Lehrenden, er ist durch die Motivation und Zielorientiertheit des Lernenden selbst bedingt. Daher liegt in sprechbildnerischen Einzeltrainings oder Gruppenarbeiten zumeist ein Fokus auf der Förderung der Freiwilligkeit, Motivation und Einsicht der Lernenden. Die Arbeit an der eigenen Stimme und den intrinsischen Sprechfunktionen kann somit als immerwährende, selbstbestimmte Tätigkeit verstanden werden. Bevor man in die Arbeit am Sprechen einsteigt, sollte die Stimmgesundheit und das Hörvermögen durch ein phoniatrisches Gutachten von einem auf Sprechsprache spezialisierten HNO-Arzt untersucht werden. Bei festgestellten pathologischen Erscheinungen wird im Vorfeld der sprechbildnerischen Tätigkeit eine logopädische Behandlung empfohlen.

## Ziele
Betrachtet man die Sprechbildung aus einer humanistischen Perspektive, zielt ihre Lehre darauf ab, den Lernenden mit der Sprech- und Gesprächskultur in ihren unterschiedlichen Ausprägungsformen vertraut zu machen, um ihm ein verbessertes Verständnis der Welt und seiner eigenen Position darin zu ermöglichen. Dieses Verständnis ermöglicht es dem Menschen, durch eigenständiges Handeln an gesellschaftlichen Ereignissen mitzuwirken und mitzubestimmen. Ein übergeordnetes Ziel der Sprechbildung ist somit die Mündigkeit und Emanzipation des Einzelnen in der Gesellschaft. Die Fähigkeit, zu kommunizieren, wird als grundlegende Problemlösungsstrategie sowie als Methode der Kompetenzerwerbung angesehen. Sie gehört zu den allgemeinen Fertigkeiten, die in verschiedensten stimmlich-sprecherischen Inhaltsbereichen zum Einsatz kommen. Die Sprechbildung ist somit ein wesentlicher Bestandteil der Lehre der Basisqualifikationen unserer Informations- und Mediengesellschaft. Der Erfolg von Arbeitsgemeinschaften oder Partnerschaften (sowohl im schulisch-universitären als auch im späteren beruflichen Kontext) ist abhängig von der Weise, wie die Themen und Inhalte sprecherisch dargelegt werden und wie in Gesprächen mit Kollegen, Vorgesetzten und Kunden stimmlich interagiert wird.

„Sprecherziehung treiben, heißt erstens: Erziehung zum Sprechen; das Sprechen des Einzelnen planmäßig zur individuell möglichen Höchstleistung führen, dem Gang der natürlichen Spracherwerbung nachgehend […]. Sprecherziehung heißt zweitens: Erziehung durch Sprechen. Wie jeglicher Arbeitsunterricht, erzieht auch die Übung und Beobachtung dieses äußeren Werkvorganges – eigenen Sprechens, Redens, Lesens, Vortragens und Darstellens – zur Anregung und Verfeinerung seiner zugeordneten inneren Leistungen, trägt so zur geistigen und seelischen Persönlichkeitsbildung bei.“

Das Zitat von Erich Drach illustriert die der Didaktik der mündlichen Kommunikation innewohnende Zweiteilung der externen, theoretischen Vermittlung der stimmlich-artikulatorischen Grundlagen und der selbstständigen, praktischen Sprechübung bzw. -tätigkeit („Learning by Doing“). Als Fundament der Lehreinheiten werden den Lernern möglichst vielfältige kommunikative Ausdrucksformen vorgestellt, welche diese in ihren verschiedenen Handlungsmöglichkeiten ausprobieren und hinsichtlich der situativen Wirkung und Adäquanz einschätzen können. So wird den Lernenden die Fähigkeit des angemessenen Einsatzes und Wechsels des Sprachgebrauchs für unterschiedliche Situations-, Rollen- und Interaktionszusammenhänge nähergebracht. Das Prinzip des Feedback-Gebens und -Nehmens, welches aus den Überlegungen zur Themenzentrierten Interaktion in die sprechbildnerische Lehre übernommen wurde, stellt dabei ein wichtiges Instrumentarium zur Selbsteinschätzung der eigenen Sprechfähigkeiten dar.
Die Aufgabe eines Sprechbildners spiegelt sich v. a. in dem Erkennen und Optimieren der individuell unterschiedlich ausgeprägten stimmlich-sprecherischen Veranlagungen und Eigenschaften der Lernenden wider. Dennoch sollte ein Sprechtrainer keinesfalls in die Persönlichkeitsstruktur des Einzelnen eingreifen, da ein authentisches Sprechen sowie ein kreativer Umgang mit den eigenen stimmlichen Mitteln die Rahmenbedingungen für die Schulung von Stimme und Artikulation bilden. Ziel der Sprechbildung ist es somit nicht vorwiegend, die Stimme und Artikulation anhand vorgefertigter Kriterienkataloge zu perfektionieren. Subjektive Bewertungskategorien, bspw. Klar- und Reinheit in der Stimme oder Sauberkeit und Akzentfreiheit in der Artikulation, treten daher in den Hintergrund. Stattdessen liegt ein Fokus auf der Schaffung von Bewusstsein für die eigenen stimmlich-artikulatorischen und sprechgestalterischen Mittel und auf der Schulung dieser durch kontinuierliche Übungseinheiten auf Grundlage von kreativitätsfördernden Denkansätzen.
Ein weiteres Ziel innerhalb sprechbildnerischer Übungsprozesse stellt dar, stimmliche Mittel wie Lautstärkevariation, Modulationsfähigkeit und Klangfarbenveränderung bewusst und vielseitig nutzen zu können. Dies dient als Hilfestellung bei der Darlegung einer Kommunikationsabsicht. Neben der Umgangssprache, die dia- und regiolektal von Sprecher zu Sprecher variieren kann, ist gerade bei Berufssprechern eine Beschäftigung mit den Regeln der Standardaussprache empfehlenswert, um diese in öffentlichen Redesituationen gezielt einzusetzen. Die durch das Aneignen unterschiedlichster artikulatorischer Formstufen erweiterte kommunikative Handlungskompetenz führt zu einer Vielschichtigkeit und einem Variantenreichtum innerhalb sprechsprachlicher Vorgänge. Eine wichtige Rolle in der sprechbildnerischen Arbeit spielt auch die situativ geprägte emotionale Stimmung des Sprechers. Eine Aufgabe des Sprechtrainers ist es somit auch, Vergnügen am Sprechen zu wecken oder zu erhalten. In einer als natürlich wahrgenommenen und mit Freude verbundenen Kommunikationssituation können die Akteure ihre Sprechanliegen und -absichten in einem höheren Maß kreativ gestalten und zielorientiert formulieren.
Die Sprechbildung dient dem Erlernen, Trainieren und Anwenden stimmlich-artikulatorischer Funktionsabläufe innerhalb der Textarbeit. Zudem ist jedoch auch auf die Integration der erlernten Fähigkeiten in den Sprechalltag zu achten. Hierbei ist es nicht von Bedeutung, ständig in einer an der Hochsprache orientierten Artikulationsschärfe sprechen zu können. Die artikulatorische Formstufe soll je nach Kommunikationssituation ausgewählt und variiert werden. Ist die Stimme stets funktional einsatzbereit und variabel einsatzfähig, kann der sprecherische Fokus von der Konzentration auf sprechtechnische Prozesse zurückgedrängt und der Inhalt der Äußerung in das Zielfeld der Aufmerksamkeit gerückt werden. „Sich seiner Artikulation und Stimme nahezu jederzeit nach Belieben bedienen zu können, sollte somit Ziel und Aufgabe des Lernprozesses in der sprechbildnerischen Arbeit sein.“ (Kerstin Werner: Sprechbildung. Ein Übungsbuch)

## Grundgesetze des Sprechens
(Quelle: )
Im Folgenden werden die wichtigsten Gesetze des Sprechens für die Anerziehung der natürlichen Sprechfunktionen zusammengestellt. Der Sprechpädagoge sollte diese Gesetze berücksichtigen, da der Verstoß gegen eine dieser Voraussetzungen zu sprecherischen Fehlfunktionen des Lernenden führen kann. Mithilfe der Grundgesetze wird somit die Voraussetzung für die Lehr- und Erlernbarkeit angemessenen Sprechhandelns geschaffen. Die Trennung des sprecherischen Gesamtgeschehens in zehn Grundgesetze ist künstlich und dient rein theoretischen Zwecken. Letztendlich ist der Erwerb von sprecherischen Funktionen, deren Ablauf bestimmt wird vom Bau des menschlichen Körpers in seiner umfassenden Ganzheit, von dem Zusammenspiel aller physischen und psychischen Kräfte abhängig.
1. Bewusstes Kontrollieren und Verändern der Spannungsverhältnisse des Körpers (Vollbringung der geforderten Leistung mit dem der Aufgabe adäquaten Kraftaufwand, Vermeidung aller peripheren Mehr- und Überspannungen des Körpers, Vermeidung jeder Verkrampfung der Gesichts- und Halsmuskulatur sowie des Rumpfes und der Extremitäten, Vermeidung von körperlicher Laschheit bzw. Unterspannung)
2. Herstellung einer natürlichen Körperhaltung mit einem der Aufgabe entsprechenden wohlausgewogenen Verhältnis von Gespannt- und Entspanntheit (kaum spürbare Neigung des Beckens nach vorne, Bewusstwerdung eines vertikalen Zugs nach oben durch die nahezu völlig gestreckte Wirbelsäule, Zulassen des leichten rückwärtigen Gegenzugs der Schultern und Schulterblätter nach unten, Bewusstwerdung des Körperschwerpunkts in einer durch Sprung-, Knie-, Hüft- und Schultergelenke hindurchgehenden Vertikalebene im Beckenraum)
3. Bewusstes Kombinieren der Atmung als Zwerchfell-Rippen-Atmung bzw. Vollatmung (unforcierte Nutzung der Atemmenge in der Länge des jeweilig zu sprechenden Sinnabschnittes, Nutzung jeder Gelegenheit zur Nasenatmung bei nicht phonatorischem Zweck, Vermeidung hörbaren Luftschnappens, elastisches Einsinkenlassen der Bauchdecke mit gleichzeitiger Stützung der Muskulatur des Brustkorbs in inspiratorischer Spannung während der Ausatmung der Phonation)
4. Sicherung der Weite der Resonanzräume (Herstellung eines befreienden Entspanntseins im Bereich der Artikulationsräume und der Kehle, Bewegung des Kehlkopfs in natürliche Tiefstellung während der Phonation, möglichst flache Streckung der Zungenwurzel ohne zu starke Verdickung gegen die Rückwand der Kehle und des unteren Rachenraumes, müheloses Erfüllen der Verschluss- und Öffnungsfunktion des Gaumensegels ohne Fehlspannungen)
5. Ausschöpfende Bewegung der Sprechwerkzeuge, v. a. Lippen, Zunge und Unterkiefer (müheloses Durchführen der für den einzelnen Laut und seine Lautverbindungen charakteristischen Bewegungsabläufe innerhalb der entsprechenden Artikulationsbreite, Gewährleistung der Hochrundeinstellung der Lippen ohne forcierten Breitzug bei den Vokalen [i] und [e], Bildung des Mundvorhofes mit natürlicher Verlängerung des Ansatzrohrs im Bereich der Lippen, Herstellung von Zungenspitzenkontakt mit den Schneidezähnen bei allen Vokalen und Konsonanten außer [ʃ] („sch“), Herstellung einer dem Laut entsprechenden Kieferöffnungsweite)
6. Nutzung der individuellen natürlichen Sprechtonlage im unteren Drittel des Gesamtstimmumfangs und müheloser Vollzug der Ein- und Absätze der Stimme (Vermeidung von Überspannungen und Verkrampfungen der Indifferenzlage, Vermeidung von zu überhöhtem Sprechen, Nutzung des weichen Anschaukelns der Stimmlippen bei Konsonanteneinsätzen, Beachtung des Schließeinsatzes (Einleitung des Vokals von einem [h] mit Verschließen der Stimmlippen aus offener Stellung) und Sprengeinsatzes (federndes Öffnen der locker aneinander liegenden Stimmlippen mit unbehauchtem physiologischem Glottisschlag bei vokalanlautenden Wörtern) bei Vokaleinsätzen)
7. Genaues Kennen der eigenen Stimme und Wahrnehmen jeder kleinsten stimmlichen und artikulatorischen Veränderung durch besonders geschultes Gehör (Erwerb der funktionellen Hörfähigkeit, von dem Klang der Stimm- und Geräuschlaute auf die Art ihrer Bildung bzw. die Funktion der Artikulationsorgane zu schließen)
8. Bewusster Wille zur Formung und Mitteilung (Herstellung eines wechselseitigen Verhältnisses von Formungs- und Mitteilungswille, Vermeidung von formaler Schönsprecherei oder unverständlichem Gerede)
9. Herstellung von Gerichtetheit sowie Hörer- und Raumbezug (Findung einer text- oder situationsangemessenen stimmlich-sprecherischen Ausdrucksform und Ansprechhaltung an die Zuhörerschaft, leistungsadäquate Nutzung der räumlichen Gegebenheiten)
10. Bewusstwerdung der für jede Sprechfunktion immanenten gesamtkörperlichen Anbindung, Voraussetzung des sprachlichen Bestands und Gebundenheit an die Tätigkeit des Zentralnervensystems (Bewusstwerdung des zugrundeliegenden sprachlichen Bestands des Wortschatzes und der Grammatik, Einbeziehung aller körperlicher Faktoren in den sprecherisch-sprachlichen Gesamtprozess)

## Sprechen als gesamtkörperlicher und persönlichkeitsbezogener Vorgang
Das menschliche Sprechen wird von der Atmung, Körperhaltung, Körperbewegung, Stimmgebung und Artikulation bedingt. Der körperliche Zustand und stimmliche Ausdruck sind untrennbar miteinander verbunden, da ihnen als Größen des Nervensystems derselbe motorische Antrieb vorausgeht. Somit ist das Sprechen als ein gesamtkörperliches Geschehen anzusehen, das nicht isoliert von den anderen körperlichen Ausdrucksformen ausgeprägt ist. Soll die Ausbildung des Sprechens gelingen und erfolgreich sein, muss sie stets im Einklang mit der psychischen und physischen Gesamtfunktion des Körpers durchgeführt werden. Neben der in der sprechbildnerischen Lehre vorherrschender kommunikativ-ganzheitlich orientierten Blickrichtung, ist der Sprechprozess zudem als persönlichkeitsbezogener Vorgang zu betrachten. Die sprecherischen Elementarprozesse werden in unterschiedlichen Kommunikationsformen genutzt, bspw. in produktiven Rede- und Gesprächssituationen oder beim reproduktiven Vorlesen und Textsprechen. Sie sind ein Teil komplexer, persönlicher Kommunikationsstrukturen und werden von Einzelpersonen mit individuellen Voraussetzungen gebildet.

## Nutzung räumlicher und materieller Gegebenheiten
In einer praktischen Übungseinheit der Sprechbildung ist es ratsam, vorbereitend neben den genannten theoretischen Betrachtungen auch die Gegebenheiten des jeweiligen Übungsraumes und den Einsatz unterstützender Hilfsmittel zu beachten. Eine Ton- oder Videoaufnahme der Sprecheinheit kann, v. a. beim Alleinüben, bei der Selbstreflexion helfen. Ein Spiegel als Kontrollpunkt schult die Bewegungs- und Spannungswahrnehmung der Stimmgebung und Artikulation. Als Übungshilfsmittel zur Darlegung bestimmter Körperfunktionen oder sprecherischer Prozesse können verschieden große Bälle (auch Gymnastik- oder Medizinbälle), Springseile und kleine Trampoline fungieren. Eine ausreichende Größe und gute Temperierung der Übungsräume sowie die Wahl geeigneter Gymnastik- oder Freizeitbekleidung ist zudem für ein gesamtkörperliches Wohlbefinden von Bedeutung, welches sich gewinnbringend auf die stimmlich-sprecherischen Ausdrucksfähigkeiten auswirkt.

## Bezug zum Gesang
Die körperlichen Prozesse, die dem Sprechen vorausgehen, bilden genauso die Grundlage für den musikalischen Gebrauch der Stimme, des Singens. Daher sind verschiedenste sprechbildnerische Übungsformen auch in der Schulung der Gesangsstimme anwendbar. In der Lehre von Stimme und Gesang kann es jedoch auch deutliche Variationen und Abweichungen geben, bspw. im Bereich der Feinabstimmung der Stimmlippenspannung bei der Phonation oder der Regulation des Atemdrucks für den Stimmsitz und die Tonhaltedauer.

## Übungen
(Quelle: )

### Haltung und Atmung

#### Entspannung
Übungen: Konzentration auf die Entspannung einzelner Körperteile im Liegen, autogenes Training (Lenkung der Aufmerksamkeit auf einzelne Extremitäten mit anschließender Lösung der Fokussierung im Liegen), Flanken- und Rückenatmung mit angewinkelten Knien und aufliegender Stirn auf dem Boden, Entspannung des Körpers im Sitzen, Entspannung und Lockerung der Hals- und Gesichtsmuskulatur durch Atmung und Dehnung, Entspannung des Körpers im Stehen v. a. im Bereich der Arme und Schultern, Klopfmassage bei vorgebeugtem Oberkörper
Ziele: Erwerb der Fähigkeit der bewusst aktiven Körperentspannung, Lenkung der Konzentration auf das gesamte Spannungsverhältnis des Körpers, allmähliches Wahrnehmen und Abstellen jeder Fehlspannung, bewusste Kontrolle der Körperfunktionen, Befreiung des Nervensystems von unnötigen Mehrbelastungen durch autogenes Training, Dienstbarmachen des Nervensystems an die jeweilige Aufgabe, Herstellung von körperlicher Passivität in der Übung des Rückenklopfens, Erleichterung der Vollatmung bei besonders verkrampften oder hartnäckigen Hochatmern durch die Klopfmassage, körperliche Erfrischung des Behandelten nach anstrengender körperlicher Arbeit oder starker Belastung

#### Atmung
Übungen: Einnehmen gerader Körperhaltung mit festem Stand und lockeren Knien, Atemschnüffeln (hörbares Einsaugen der Luft durch die Nase mit Pausen zwischen jedem Stoß ohne Spannungsverlust), Exspiration auf stimmlosen und stimmhaften Konsonanten, Atemstütze durch Vorstellung eines Schwerpunktes zwischen Körpermitte und Brustbein, „Lungenfeger“ (Entweichenlassen der eingeatmeten Luft in mehreren vereinzelten Stößen durch kleine Lippenöffnung)
Ziele: Berücksichtigung und Erprobung der richtigen Atmung, Übertragung der in den Atmungsübungen angeführten Prinzipien auf das lebendige Sprechen, Beherrschung der anstrengungsfrei-spielenden kombinierten Atmung

#### Atmung und Dichtung
Übung: Dichtungssprechen
Ziele: Sprechendes Erfassen des Aussagegehalts und Sinns der Dichtung, Anpassung der eigenen Atmung an den Atmungsrhythmus der Dichtung, Entfaltung der befreienden, therapeutischen Wirkung eines jeden dichterischen Werks, primäres Erfassen des Sinns und der Aussage durch mehrmaliges halblautes Lesen, Erspüren der Einwirkung des Bildgehalts der Dichtung, Erfassen und sprechendes Wiedergeben des der Dichtung innewohnenden Rhythmus, Erfassung der befreienden und formenden Kraft des dichterischen Werks, Gestaltwerdung des Kunstwerks durch die Sprecherpersönlichkeit, Vermeidung von willkürlichen Atmungseinschnitten unter dem Zwang des Gasaustauschs, Zusammenfallen jeder Atmungspause mit dem Ende eines Sinnabschnitts, Erkennen der Abhängigkeit der Größe der jeweils zu erneuernden Atemkapazität von der Länge eines Gedankens, Herstellung eines untrennbaren Zusammenhangs zwischen Atmung und Gestaltung, Vermeidung eines Auseinanderklaffens von Atmung und Gestaltung, Vermeidung eines gedankenlosen Wiedergebens der äußeren Form, Vermeidung von Vergewaltigungen der Form mit sinn- und bildwidriger Willkür

### Lockerung
Übungen: Tonlose Pleuelübung der Zunge (weich-federndes Vor- und Zurückschnellen der fest an den unteren Schneidezähnen anliegenden Zungenspitze bis über das Zahngehege des weit geöffneten Kiefer hinaus), Gähnübung mit geschlossenem Mund, Zungenschleuderübung (Vorschnellen der Zunge an der Oberzahnreihe auf Silben wie „blom“), tonlose und stimmhafte Lippenflatterübung (Nachahmung eines schnaubenden Pferdes), Lippenblähübung (Füllung des Mundraumes mit Luft und anschließendes ruckartiges Lösen auf einen Vokal), Kopf- und Kieferschütteln mit Lippen- und Wangenflattern auf Konsonant [v], Glöckchenübung (Hin- und Herpendeln der Zungenspitze am Saum der vorgestülpten Lippen auf „blom“), Kopfdrehen (Wechsel einer halben Kopfdrehung mit Einatmung und Phonation), Körperwurfübung (Aufrichtung des vorgebeugten Oberkörpers mit „bla bla bla“ bis zur höchsten Streckung und anschließendes Fallenlassen des Oberkörpers mit „blo“)
Ziele: Lockerung der Artikulationsorgane und Aktivierung ihrer Aufgaben, Führung der Sprechfunktion aus den hinteren Artikulationsbezirken in den vordersten Artikulationsbereich durch v. a. intensive Lippen- und Zungenübungen, Verbindung der suggestiven Vorstellung des sogenannten Vornesprechens mit der Lockerheit der Artikulationsorgane, Nutzung des Prinzips der Koartikulation (gegenseitige Beeinflussung der Laute), günstige stimmhygienische Beeinflussung der Laute der hinteren Artikulationsgebiete sowie der reinen Mundlaute (Vokale) durch Laute der vorderen Artikulationsgebiete mithilfe einer Ableitungsmethode

### Resonanz
Übungen: Impedanz (Summübung in mittlerer Lautstärke mit dem Gesicht zur Wand und Verringerung des Abstands zur Wand, bis eine Verbesserung der Resonanz spürbar ist), Phonation nasaler und vokaler Silben mit Kaubewegungen, Kautherapie (Ausbildung von Verbindungen zwischen lustbetontem Ess- und Sprechvorgang durch Zuhilfenahme von Kaugut), Summübungen mit stimmhaften Konsonanten, Erprobung des Erreichten am Text
Ziele: Verzicht auf stimmauslösende Körpermotorik, selbstständige Bildung eines hygienisch einwandfreien und tragfähigen Tons bei ruhig fließender Ausatmung, Weitung des Ansatzrohrs durch die Gähnvorstellung und Lockerheit der Artikulationsorgane durch die Kaumechanik, Erkennen der gleichen anatomischen Grundlagen des Sprechens (als Artikulationsbewegungen) und Essens (als Kaubewegungen) im Zentralnervensystem sowie in den Organen und Muskeln des Ansatzrohrs, Anregung der Kausprechwerkzeuge zu normal gespannter und vitaler Tätigkeit durch behagliches und genussvolles Kauen, günstige Beeinflussung des gesamtpsychischen Verhaltens bei entsprechender Kaueinstellung, Ersatz des Unlustreflexes Sprechen durch den Lustreflex der Nahrungsaufnahme im Sinne Pawlows, Beseitigung hauptsächlich funktioneller Stimmerkrankungen, günstige Beeinflussung der Stimme durch das Phänomen der Impedanz.

### Lautgriff
Übungen: Atemwurf (weiches Anheben der Bauchdecke bei Einatmung, anschließend blitzschnelles federndes Einziehen der Bauchdecke in Verbindung mit stimmhafter Konsonantensilbe auf Endung [p]), Steigerungsübungen (Hervorbringung aneinandergebundener vokaler Silben auf einen Ausatemzug unter allmählicher Erhöhung der Lautheit), Ansatzübungen (Sprechen der Vokale und Konsonanten als leichte bestimmt ausgeführte Griffe im Mund von vorne schwingend und für den Schallraum bis zur Kehle weitend bzw. öffnend, mehrmaliges Sprechen der Vorsilbe bestehend aus erstem Konsonanten und Hauptvokal mit anschließender Realisierung des eigentlichen Wortes), künstliche Verlängerung des Ansatzrohrs durch unterstützende Hand- oder Fingerbewegungen, stimmlose Flüsterübung zur Deutlichkeitsförderung
Ziele: Beeinflussung des gesamten artikulatorisch-stimmlichen Zusammenspiels, Kräftigung und Leistungssteigerung der Sprechwerkzeuge durch ausschöpfende Bewegungen von Lippen und Zunge sowie durch die gleichzeitige Aktivität von Zwerchfell, Bauchdecke, Kehlkopfmuskulatur und artikulierenden Organen beim Atemwurf, Vollbringung größter Leistungen mit dem geringsten Kraftaufwand (ohne Mehr- und Überspannungen), Entlastung der Kehlkopfmuskulatur trotz höherer Anforderungen ohne Erleiden von Schaden

### Wort und Satz
Übungen: Atemwurf in Verbindung mit Wörtern, Kauübung in Verbindung mit Wörtern, Konsonantenübung [v]-[f], [b]-[p], [d]-[t], [l], [m], [n], [j], [ç] („ich“), [z] („Sonne“), [s] („Lasso“), [ts] („Zeit“), [ʃ] („Schule“), [g]-[k], [ŋ] („Gang“), [x] („ach“), [ʁ] („Reise“), Konsonantenverbindungen, Lauthäufungen, Vokal- und Umlautübung [oː]-[ɔ] („Ofen“-„offen“), [øː]-[œ] („Höhle“-„Hölle“), [uː]-[ʊ] („Buße“-„Busse“), [yː]-[ʏ] („Hüte“-„Hütte“), [aː]-[a] („kam“-„Kamm“), [eː]-[ɛ]-[ɛː] („Beete“-„Bette“-„bäte“), [iː]-[ɪ] („wir“-„wirr“), Vokaleinsätze (gehauchter Einsatz mit [h], Sprengeinsatz durch Erarbeitung des Ventiltönchens und stimmhaften Einsatzes sowie Ableitungsübungen), Vokalableitungen, Umlauthäufungen, Vokalvergleiche, Diphthongübung [ɔʏ̯] („Eugen“), [aɪ̯] („eigen“), [aʊ̯] („Augen“), Diphthongvergleiche, Befehl-, Ausruf- und Ausbruchübung (Nutzung von Lautgriff, Stauung und Explosion des Konsonanten für die Stimmkraft des Vokals)
Ziele: Geläufigkeitsschulung der Laute, Vergrößerung der Atemkapazität, Nutzung variierender Lautstärke, sprechendes Erfassen des Sinns eines Wortes

## Textbeispiele
(Quelle: )

### Lösung, Spannung, Atmung
- Matthias Claudius: Abendlied. 1779.
- Johann Wolfgang von Goethe: Über allen Gipfeln. In: Wandrers Nachtlied. 1780.

### Lösung, Resonanz
- Manfred Hausmann: Liebe, Tod und Vollmondnächte. Japanische Gedichte. 1951.

### Konsonanten der vorderen Artikulationsgebiete
- Bertolt Brecht: Der Zweckdiener. In: Geschichten vom Herrn Keuner. 1959.
- Günther Deicke: Im Frühling.

### S-, Sch- und R-Verbindungen
- Jean de La Fontaine: Der Elefant und der Affe Jupiters. 1693.
- Nâzım Hikmet: Angina pectoris.

### Vokale
- Jean de La Fontaine: Stadtratte und Landratte. 1668.
- Johann Wolfgang von Goethe (1774): Am 10. Mai. In: Die Leiden des jungen Werthers. 1774.
- Friedrich Hölderlin: Hyperion an Bellarmin. In: Hyperion oder Der Eremit in Griechenland. Band II. 1799.
- Joachim Rähmer: Kleine Lehre für den politischen Hausgebrauch. 1965.
- Georg Maurer: Mittags. 1979.
- Nâzım Himet: Vom Leben.

### Steigerung
- Johann Wolfgang von Goethe: Beherzigung. 1776–77.
- Maxim Gorki: Das Lied vom Sturmvogel. 1901.

### Lauthäufungen
- Georg Christoph Tobler: Die Natur. 1784.
- Eduard Mörike: Um Mitternacht. 1828.
- Heinrich Heine: Lumpenthum. 1851.
- Arno Holz: Zwölf Liebesgedichte. 1926.
- Erwin Strittmatter: Krähengesang.
- Erwin Strittmatter: Nutzlast.
- Joachim Priewe: Pfirsichkauf.

## Übungsliteratur
2004 führte der Diplom-Sprechwissenschaftler und Sprecherzieher Helmut Schwaiger aus Linz eine Analyse zur Auswahl sprecherzieherischer Übungsliteratur für die Schauspielausbildung durch. Die Literatur wurde mittels eines Fragebogens ermittelt. Durch eine vorgegebene und gegebenenfalls zu ergänzende Liste konnten die gebräuchlichsten Lehrwerke an staatlichen deutschsprachigen Schauspielinstituten in Deutschland, Österreich und der deutschsprachigen Schweiz im Fragebogen erfasst werden. Die vorgegebene Liste bestand hauptsächlich aus einer Aufzählung von Übungsbüchern, die unter Schwaiger und seinen Fachkollegen als bekannt vorausgesetzt wurden und sollte als erste Anregung dienen. Schwaiger schrieb 17 staatliche Schauspiel-Hochschulen an, von denen sich 13 Schulen mit 39 Dozentenstimmen zurückmeldeten. Die Befragten hatten die zwei Möglichkeiten „Verwende ich“ oder „Verwende ich nicht“ für die jeweilige Literatur auszuwählen, unabhängig davon, wie oft das Buch verwendet wurde. Um die Liste offenzuhalten, wurde der Punkt „Sonstige Literatur“ hinzugefügt, damit auch alle weiteren verwendeten Übungsbücher berücksichtigt werden konnten. Die Rangfolge der Bücher ist nach Anzahl der abgegebenen Stimmen für „Verwende ich“ (von am meisten zu am wenigsten verwendet) gelistet. Die von den Dozenten zusätzlich angegebene Literatur ist in die Rangliste mit eingearbeitet.
- Egon Aderhold, Edith Wolf: Sprecherzieherisches Übungsbuch. 17. Auflage. Henschel Verlag, Leipzig 2016.
- Horst Coblenzer, Franz Muhar: Atem und Stimme. Anleitung zum guten Sprechen. 19. Auflage. Österreichischer Bundesverlag, Wien 2003.
- Heinz Fiukowski: Sprecherzieherisches Elementarbuch. 8. Auflage. De Gruyter Verlag, Berlin 2010.
- Kristin Linklater: Die persönliche Stimme entwickeln. Ein ganzheitliches Übungsprogramm zur Befreiung der Stimme. 4. Auflage. Ernst Reinhardt Verlag, München / Basel 2012.
- Hans Martin Ritter: Sprechen auf der Bühne. Ein Lehr- und Arbeitsbuch. 2. Auflage. Henschel Verlag, Leipzig 2009.
- Vera Balser-Eberle, Ingrid Amon: Das neue sprechtechnische Übungsbuch. Die richtige Aussprache. G&G Kinderbuchverlag, Wien 2023.
- Ilse Middendorf: Der erfahrbare Atem. Eine Atemlehre. 8. Auflage. Junfermann Verlag, Paderborn 2007.
- Horst Coblenzer (2008): Erfolgreich sprechen. Fehler – und wie man sie vermeidet. 3. Auflage. Österreichischer Bundesverlag, Wien 2008.
- Julius Hey, Fritz Reusch: Der kleine Hey. Die Kunst des Sprechens. 52. Auflage. Verlag Schott Music, Mainz 1997.
- Felix Rellstab: Sprechtechnik-Übungen. 6. Auflage. Verlag Stutz Druck, Wädenswil 1991.
- Johannes Pahn (1968): Stimmübungen für Sprechen und Singen. VEB Verlag Technik, Berlin 1968.
- Margarete Saatweber: Einführung in die Arbeitsweise Schlaffhorst-Andersen. Atmung, Stimme, Haltung und Bewegung in ihren Wechselwirkungen. 5. Auflage. Schulz-Kirchner Verlag, Idstein 2007.
- Otto Preu, Ursula Stötzer: Sprecherziehung für Studenten pädagogischer Berufe. 5. Auflage. Luchterhand Literaturverlag, München 1989.
- Walburga Brügge, Katharina Mohs: Therapie funktioneller Stimmstörungen. Übungssammlung zu Körper, Atmung, Stimme. 9. Auflage. Ernst Reinhardt Verlag, München / Basel 2023.
- Jurij A. Vasiljev: Imagination, Bewegung, Stimme. Variationen für ein Training. Verlag Urban, Trstěnice 2000.
- Irmgard Weithase: Sprechübungen. 4. Auflage. Böhlau Verlag, Köln / Wien 1956.
- Hiltrud Lodes: Atme richtig. Der Schlüssel zu Gesundheit und Ausgeglichenheit. 10. Auflage. Allitera Verlag BUCH&media, München 2017.